# Nordre Ramsholmen
Nordre Ramsholmen est une île norvégienne du comté de Hordaland appartenant administrativement à Austevoll.

## Description
Rocheuse et couverte dune légère végétation, elle s'étend sur environ 198 m de longueur pour une largeur approximative de 124 m.